# Calliprason pallidus
Calliprason pallidus är en skalbaggsart som först beskrevs av Francis Polkinghorne Pascoe 1875.  Calliprason pallidus ingår i släktet Calliprason och familjen långhorningar. Inga underarter finns listade.